# 239e division légère d'infanterie
La 239e Division Légère est une division d'infanterie de l'armée de terre française qui a participé à la Seconde Guerre mondiale.

## Les chefs de la239eDivision Légère d'infanterie
- 1940: Général Dunoyer de Ségonzac

## LaSeconde Guerre mondiale

### Composition
- 59e régiment d'infanterie
- 138e régiment d'infanterie
- 2e régiment d'infanterie tchèque
- 325e régiment d'artillerie divisionnaire
- 129e groupe de reconnaissance de division d'infanterie (GRDI)